# مارک اسکات
مارک اسکات که با نام مارک اس.  نیز شناخته می شود یک شخصیت خیالی در سریال اپل تی‌وی پلاس جداسازی است که توسط آدام اسکات در آن به ایفای نقش پرداخته است.
مارک قبلاً به‌عنوان استاد تاریخ در کالج گانز کار می‌کرد و در زمینه جنگ جهانی اول تخصص داشت. او با جما اسکات، استاد همکار در همان کالج، آشنا شد و ازدواج کرد. این زوج زندگی زناشویی شادی داشتند، اما برای بچه‌دار شدن با مشکلاتی مواجه شدند و به همین دلیل از یک کلینیک باروری تحت مدیریت شرکت لومون اینداستریز کمک گرفتند.